# 岡山県立倉敷商業高等学校
岡山県立倉敷商業高等学校（おかやまけんりつ くらしきしょうぎょうこうとうがっこう, Okayama Prefectural Kurashiki Commercial High School）は、岡山県倉敷市白楽町にある県立の商業高等学校である。略称は「倉商」（くらしょう）。

## 概要
校訓
「至誠剛健」
設置課程・学科
全日制課程 3学科
- 商業科（5クラス）
- 情報処理科（2クラス）
- 国際経済科（1クラス）

## 沿革
前史
- 645年 - 蘇我入鹿の首がこの地まで飛んだという伝説が存在(※諸説あり)

- 1887年(明治20年) - 倉敷、帯江、葦高、大市、中洲、万寿、菅生各村総合で、倉敷村に倉敷尋常小学校内に七村組合立高等窪屋小学校を設置。
- 1890年(明治23年) - 3月、組合を解散し翌4月、倉敷村に倉敷精思高等小学校設立。
- 1902年（明治35年） - 「私立倉敷商業補習学校」が倉敷精思高等小学校に併設される。

旧制・商業学校時代
- 1912年（明治45年）4月1日 - 「倉敷町立倉敷商業学校」（乙種組織）が開校。修業年限を3ヶ年とする。
- 1918年（大正7年）
  - 4月1日 - 甲種組織に変更となり、修業年限を3ヶ年から4ヶ年に延長。
  - 11月10日 - 甲種改組第1回開校式典を挙行。この日を開校記念日に制定。
- 1919年（大正8年）12月22日 -「倉敷商業学校」に改称。
- 1922年（大正11年）4月1日 - 修業年限を4ヶ年から5ヶ年に延長。
- 1928年（昭和3年）4月1日 - 岡山県への移管により、「岡山県倉敷商業学校」に改称。
- 1931年（昭和6年）6月22日 - 白楽町に新校舎が完成。
- 1944年（昭和19年）5月26日 - 教育ニ関スル戦時非常措置方策（1943年（昭和18年）10月12日閣議決定）により、廃校を告示される。
- 1946年（昭和21年）1月22日 - 復校を告示される。
- 1947年（昭和22年）3月31日 - 岡山県倉敷女子商業学校を統合。

新制・商業高等学校
- 1948年（昭和23年）4月1日 -  学制改革により旧制・倉敷商業学校は廃止され、新制高等学校の「岡山県立倉敷商業高等学校」（全日制課程）が発足。
  - 従来の商業課程に加え、家庭課程を併設。
- 1949年（昭和24年）8月31日 - 岡山県内の公立高校再編に伴い、「岡山県立倉敷至誠高等学校」に改称。
- 1950年（昭和25年）4月1日 - 岡山大学岡山青年師範学校附属高等学校に定時制日吉分校昼間部（農業科・家庭科）と夜間部（商業科）を併設。
- 1951年（昭和26年）4月1日 - 日吉分校が分離の上、「倉敷市立精思高等学校」として独立。
- 1953年（昭和28年）4月1日 - 「岡山県立倉敷商業高等学校」（現校名）に改称。家庭課程の募集を停止。
- 1955年（昭和30年）3月31日 - 家庭課程を廃止。完全に商業課程のみの学校となる。
- 1958年（昭和33年）6月30日 - 新体育館が完成。
- 1965年（昭和40年）5月15日 - 第3館が完成。
- 1967年（昭和42年）4月16日 - 至誠会館が完成。
- 1969年（昭和44年）7月15日 - 第2運動場が完成。
- 1972年（昭和47年）3月31日 - 第1館普通教室と特別教室が完成。
- 1973年（昭和48年）
  - 2月28日 - 間野胸像と校門が完成。
  - 4月1日 - 情報処理科を新設。
- 1976年（昭和51年）6月28日 - 第2館が完成。
- 1977年（昭和52年）1月31日 - 庭園が完成。
- 1981年（昭和56年）3月10日 - 体育館を増築。
- 1982年（昭和57年）3月31日 - 格技場が完成。
- 1983年（昭和58年）3月30日 - 第4館が完成。
- 1989年（平成元年）3月 - 商業科において推薦入学試験を実施。
- 1993年（平成5年）4月1日 - 国際経済科を新設。
- 1995年（平成7年）12月 - 同窓会館を解体。
- 1996年（平成8年）
  - 4月30日 - 松柏会館が完成。
  - 8月 - 松柏会館にトレーニング器機を導入。
- 1997年（平成9年）8月 - 食堂を改築。
- 1998年（平成10年）10月 - 校内LAN（イントラネット）を導入。岡山情報ハイウエイに接続。
- 2000年（平成12年）
  - 2月 - 体育部室8室を設置。
  - 4月 - 倉商バッグを制定。
- 2002年（平成14年）9月 - 新体育館が完成。
- 2022年（令和4年）11月 - 校歌記念碑が完成。

## 進路
- 就職
- 進学（4大、短大、専門）
  - 指定校の例：大阪経済大学、龍谷大学、日本大学、立命館大学、近畿大学など

## 部活動
ここでは著名な成績を残している部活動および著名な人物を輩出したりしている部活動に限って掲載している。

### 硬式野球部
- 1931年創部。
- 過去選抜高等学校野球大会3回、全国高等学校野球選手権大会11回出場。中日ドラゴンズのエースピッチャーであった星野仙一など、数々のプロ野球での名選手を輩出している。
- 2021年第102回全国高等学校野球選手権大会岡山大会で優勝し、岡山東商に並ぶ県勢最多となる11度目の出場を決めた。
- 2019年以降、4年連続岡山大会決勝に進出し、独自大会の2020年、2021年は制覇している。

### ウエイトリフティング部
- 男女ともに全国レベルであり、しばしば全国大会で上位を獲得している。こちらも現在は競艇選手に転身した守屋美穂など、数々の優勝者を輩出している。

### その他
- 簿記部、競算部、ワープロ部、情報処理部は、商業科目の専門性を追求するための部で、地方大会で上位をしめている。
- 放送部は16年連続で全国大会に出場している。

・漫画研究同好会が盛ん。同好会ではあるが部員が約70名程と人気であり、インターハイにも数回出場

## 応援歌
- 桃太郎サンバ

## 設備
- 4校舎あり、それぞれ目的に応じて構成されている。
- 商業授業用の特別教室のみで構成された校舎があり、設備が充実している。パソコンも入れ替わるサイクルが早めである。
- エアコン設備が2011年より一般教室に導入された。

## 単位体系
- 学年が上がるにつれて、商業、選択授業の単位が増えるようになっている。
- 情報処理科では、会計・情報処理に力を入れ、2年次にはそれらに10単位が割り当てられている。

## 著名な卒業生・出身者
- 大山茂樹（元倉敷市長）
- 竹内洋二　(元総社市長)
- 守屋美穂（元ウエイトリフティング選手→競艇選手）[1][2]
- 金本涼輔（元野球部所属。声優）
- 西省昭（元プロ野球選手）
- 星野仙一（元プロ野球選手）
- 松岡弘（元プロ野球選手）
- 加藤安雄（元プロ野球選手）
- 平松一宏（元プロ野球選手）
- 葛城育郎（元プロ野球選手）
- 岡大海（プロ野球選手）
- 上川畑大悟（プロ野球選手）
- 引地秀一郎（元プロ野球選手）
- 梶山和洋（同校硬式野球部監督）

## その他
- 国家資格の基本情報技術者試験（FE）の午前科目免除制度の認定校となっている[3][4]。